# Стэнтон, Грег
Грегори Джон Стэнтон (англ. Gregory John Stanton, род. 8 марта 1970) — американский политик, представляющий Демократическую партию. Член Палаты представителей США от 9-го избирательного округа Аризоны с 3 января 2019 года, мэр Финикса (2012—2018).

## Биография
Родился на Лонг-Айленде, штат Нью-Йорк, вырос в Финиксе. Окончил Университет Маркетта со степенью бакалавра искусств по истории и политологии (1992) и Мичиганский университет со степенью доктора права (1995).
В 2000, 2001 и 2005 годах избирался в городской совет Финикса по шестому округу. В 2011 году участвовал в выборах мэра Финикса, во втором туре одержал победу над республиканцем Уэсом Галлеттом, набрав 56 % голосов избирателей.
В 2018 году баллотировался в Палату представителей США в девятом округе Аризоны, который освобождался из-за участия Кирстен Синема в выборах в Сенат. 29 мая 2018 года в соответствии с законом штата ушел в отставку с поста мэра Финикса, чтобы стать кандидатом. 6 ноября 2018 года Стэнтон был избран в нижнюю палату Конгресса, получив 61 % голосов избирателей. В 2020 году был переизбран на новый срок.